# Oligopogon ater
Oligopogon ater är en tvåvingeart som beskrevs av Jacques-Marie-Frangile Bigot 1878. Oligopogon ater ingår i släktet Oligopogon och familjen rovflugor. Inga underarter finns listade i Catalogue of Life.